# Tuczno (jezioro w powiecie międzychodzkim)
Jezioro Tuczno – jezioro rynnowe w woj. wielkopolskim, w powiecie międzychodzkim, w gminie Międzychód, położone we wsi Gorzycko leżące na terenie Pojezierza Poznańskiego.

## Dane morfometryczne
Powierzchnia zwierciadła wody jeziora wynosi od 50,5 ha, przez 51,9 ha lub około 60 ha do 60,26 ha
Średnia głębokość jeziora wynosi 15,7 m, natomiast głębokość maksymalna 37,8 m.
W roku 2006 jezioro zaliczono do II klasy czystości i II kategorii podatności na degradację podobne wyniki otrzymano w oparciu o badania przeprowadzone w 1997 roku.